# Episodi di Greenhouse Academy (terza stagione)
La terza stagione della serie televisiva Greenhouse Academy è stata interamente pubblicata su Netflix il 25 ottobre 2019.
| n° | Titolo originale     | Titolo italiano             | Pubblicazione originale | Pubblicazione Italia |
| -- | -------------------- | --------------------------- | ----------------------- | -------------------- |
| 1  | The Hike             | L'escursione                | 25 ottobre 2019         | 25 ottobre 2019      |
| 2  | The Interrogation    | L'interrogatorio            | 25 ottobre 2019         | 25 ottobre 2019      |
| 3  | The Perfect Solution | La giusta soluzione         | 25 ottobre 2019         | 25 ottobre 2019      |
| 4  | Your New Best Friend | Il tuo nuovo migliore amico | 25 ottobre 2019         | 25 ottobre 2019      |
| 5  | Old Trophies         | Vecchi trofei               | 25 ottobre 2019         | 25 ottobre 2019      |
| 6  | A Piece of Moon Rock | Un pezzo di roccia lunare   | 25 ottobre 2019         | 25 ottobre 2019      |
| 7  | The Hidden Flag      | La bandiera nascosta        | 25 ottobre 2019         | 25 ottobre 2019      |
| 8  | The Beeps            | Segnali acustici            | 25 ottobre 2019         | 25 ottobre 2019      |